# Grandlup-et-Fay
Grandlup-et-Fay è un comune francese di 330 abitanti situato nel dipartimento dell'Aisne della regione dell'Alta Francia.

## Società

### Evoluzione demografica
Abitanti censiti